# Eilífr Goðrúnarson
Eilífr Goðrúnarson var en af Hakon Jarls skjalde, kendt for sin Þórsdrápa, et prisdigt om guden Thor.

## Liv
Om Eilífr vides så godt som intet. Kun er det af hans digte sikkert at han har levet som en hedensk mand før 1000, men at han ved den tid må have antaget den kristne tro. At han har været en Islænder og ikke en Nordmand er højst sandsynligt. Man kunde formode, at han har hørt til Eilífr Örns slægt i Skagafjorden (Þorvaldr Koðránsson og Þorvaldr Tinteinn hørte dertil). 

## Digtning

### Digt om Hakon Jarl
At Eilífr har opholdt sig hos Hakon Jarl er vist, da han i et vers tiltaler jarlen. Ifølge Skáldatal digtede Eilífr om Hakon Jarl; af det således antydede digt haves et halvvers, hvor digteren ytrer, at han besynger mœran kon, der vistnok er at opfatte som en hentydning til selve navnet Há-kon. Eilífs hoveddigt har midlertidværet det fra codex regius af Snorra-Edda bekendte digt Þórsdrápa.

### Þórsdrápa
Digtet, hvoraf omtrent 20 vers haves, handler udelukkende om Thors færd med Tjalfe og Loke til Geirrødsgård og det beskriver de kampe, som Tor havde undervejs, samt med jætten Geirrøðr og hans døtre. Digtet, der er benyttet af Snorre i hans fremstilling, er fuldt af omskrivninger, der er meget dunkle, til dels på grund af forvanskninger, desuagtet har det noget gammeldags-storslået ved sig og slutter sig på det nærmeste til sådanne digte som f. ex. Þorbjörn Hornklofis Glymdrápa. De kraftige og drabelige omskrivninger står i samklang med de storartede begivenheder, som skildres. Det er mærkeligt at se hvor vilkårligt og umytologisk digteren behandler fx Tor; han lader ham optræde i fuldt krigerudstyr; ikke blot med hammeren, men med skjold og sværd ved lænd. I øvrigt optræder Tor som den drabelige elve-gennemvader og jættedræber på en meget overlegen måde. Digtet er sikkert ikke fuldstændig bevaret, da omkvædet — to linjer — i de samlet anførte vers kun findes én gang. Foruden de nævnte lævninger haves endvidere et samme omkvæd indeholdende halvvers.

### Drape om Kristus
Af et 3. digt, der rimeligvis har været en drape om Kristus, haves et halvvers, hvor hedenske begreber er sammenblandede med kristelige og hvor den hedenske tros grundtone skinner igennem: "Roms stærke konge siger man sidder i syden ved Urds brønd". Det er gammelt stof under ny form.